# Stanisław Rodowicz
Stanisław Rodowicz (ur. 16 lutego 1883 w Kijowie, zm. wiosną 1940 zamordowany w Katyniu) – inżynier technolog, major rezerwy Wojska Polskiego, ofiara zbrodni katyńskiej.

## Życiorys
Syn Teodora i Stanisławy z Rymkiewiczów (1858–1943), starszy brat Kazimierza. Absolwent gimnazjum filologicznego w Kijowie, Politechniki w Karlsruhe (inż. technolog) i Kijowie. W 1908 r. służył w armii rosyjskiej, a po wyjściu z wojska do 1918 r. pracował Dyrekcji Kolei Południowo-Zachodniej w Kijowie. Później zajmował się organizacją transportów repatriantów do Polski. W 1919 r., nie mogąc już wrócić do Kijowa, wstąpił do Wojska Polskiego. Uczestniczył w wojnie polsko-bolszewickiej 1920, podczas której, jako szef sekcji kolejowej dowództwa WP, dotarł do Kijowa.
Był rzeczoznawcą i doradcą w sprawach technicznych w ministerstwach, instytucjach państwowych i samorządowych, izbach przemysłowo-handlowych, fabrykach, m.in. dyrektorem Komitetu Chłodnictwa w Ministerstwie Przemysłu i Handlu 1930–1935, prezesem Stowarzyszenia Techników Polskich 1929–1932, Filistrem korporacji polskiej „Wisła”, od 1937 Filistrem honorowym korporacji „Sparta”, majorem rezerwy Wojska Polskiego.
Był prezesem Komitetu Bibliotecznego Polskiego Stowarzyszenia Techników. W bibliotece PST wprowadzał klasyfikację dziesiętną, której był propagatorem. Od 1928 r. był członkiem Międzynarodowego Instytutu Bibliograficznego w Brukseli. Był redaktorem naczelnym czasopisma „Wiadomości Stałej Delegacji Polskich Zrzeszeń Technicznych”, do którego, jako dodatek, w latach 1928–1934 wydawał „Polską Bibliografię Techniczną”.
20 września 1939 r. służąc w 6 baonie saperów został wzięty do niewoli przez Armię Czerwoną na granicy z Węgrami. Internowany w Kozielsku z nr inwentarzowym 94 na liście 017/2. Został zamordowany przez NKWD w Katyniu. W 1943 r. zostały zidentyfikowane jego zwłoki podczas ekshumacji, z nr 970.
Dnia 5 października 2007 r. Minister Obrony Narodowej Aleksander Szczygło decyzją Nr 439/MON, awansował pośmiertnie Stanisława Rodowicza na stopień podpułkownika Wojska Polskiego.

## Praca zawodowa

### Wagony do przewozu kontenerów
W 1919 r. Stanisław Rodowicz opracował pierwszy projekt systemu kontenerowego w Polsce.
Uzyskał na to opracowanie patent francuski FR507533A, Wagon a caisses multiples amovibles at interchangeables, Rodowicz 18 dec 1919, zawierający kompletne rozwiązania systemu kontenerów obejmujące pojazdy szynowe i same projekty aż czterech wersji kontenerów.
Zbudowany prototyp wagonu dwuosiowego był poddany badaniom praktycznym. Ta wersja była przedmiotem następujących patentów:
- Wielkiej Brytanii: GB155596 (A) ― 1921-10-13, Improvements in railway cars fitted with removable and inter-changeable bodies,
- USA: US1403568 VEHICLE WITH REMOVABLE INTERCHANGEABLE SUPERSTRUCTURE STANISLAS RODOWICZ, patented jun 17, 1922 e,
- Austrii: AT 93288B, Schienen- oder Straßen – bwz. Wasserfahrzeug, Jun 25, 1923,
- Polski: PL 5222 B1, Stanisław Rodowicz (Warszawa, Polska). Wóz, względnie wagon, z nadwoziami przenośnemi, Udzielono 18 czerwca 1926 r.

### Urządzenie do przeładunku kontenerów
Stanisław Rodowicz opracował też projekt składanej motorowej dźwignicy kolejowej przeznaczonej do przeładunku kontenerów. Patent PL 861 B1, Stanisław Rodowicz (Warszawa, Polska), Motorowa dźwignica kolejowa, został mu udzielony 5 listopada 1924 r. Zakładał on zbudowanie dźwignicy ze składanymi teleskopowo kolumnami nośnymi, składanymi ramionami dwupoziomowego pomostu ładunkowego, po których na dole poruszał się wózek, a na górze znajdowała się przeciwwaga. Rozwiązanie to najprawdopodobniej pozostało tylko projektem. Nie znaleziono dowodów na zbudowanie prototypu i jego testów.

## Ordery i odznaczenia[2][3]
- Krzyż Kawalerski Orderu Odrodzenia Polski (7 listopada 1925)[6]
- Krzyż Walecznych
- Kawaler Orderu Legii Honorowej (Francja)
- Order Zasługi Cywilnej (Bułgaria)
- Order Świętego Sawy (Jugosławia)

## Rodzina
Z małżeństwa z Marią ze Świdzińskich miał czterech synów: Stanisława (1910–1969), Kazimierza (1912–1969), Edmunda (zmarł jako niemowlę) i Władysława (1916–2013).